# Gasthuis (Bredevoort)

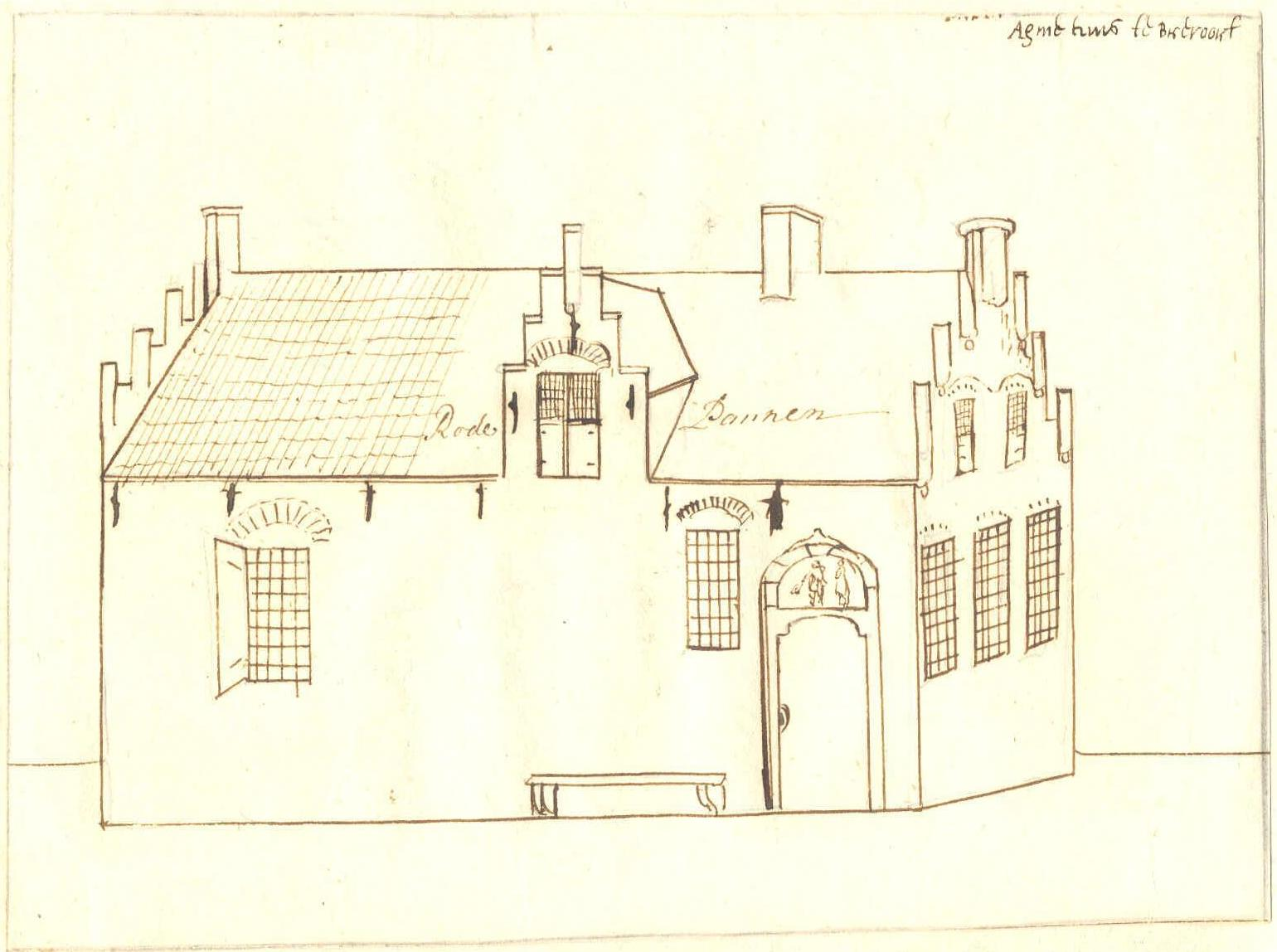
Agnietenhuis, het huis van Mislich

Het Gasthuis van Bredevoort was tussen 1738 tot omstreeks 1800 het gasthuis in het Gelderse Bredevoort dat op meerdere plekken binnen de stadswallen lag, voor het laatst op het terrein van de tegenwoordige Ambtshof. De Gasthuisstraat is vernoemd naar dit gasthuis. Een gasthuis was vanaf de Middeleeuwen een instelling waar zieken en ouderen verpleegd en verzorgd konden worden. 

## Geschiedenis
Een vroegst bekende vermelding van een armenhuis dateert uit 1641. Het huis met achtergelegen hof was het oude borgmanshuis van Wolf Mislich waar dat jaar zijn weduwe nog in woonde. De huuropbrengsten van dit huis kwamen volledig ten goede aan de armen. Naast de weduwe woonden er nog twee gezinnen in het huis. Achter dat woonhuis waren drie woningen die door armen bewoond werden. Mislich heeft veel voor de armen in Bredevoort betekend. In 1637 stelde hij een testament op waarbij hij zijn huis naliet aan de armenzorg van Bredevoort. Twee jaar later wordt dit testament uitgevoerd, hij is dus tussen 1637 en 1639 overleden. Het huis moet ergens in de buurt van het latere Ambtshuis hebben gestaan. De erfenis werd tot 1835 beheerd door provisoren. Omstreeks 1800 wordt het stil rondom het huis van Mislich. Op een kadasterkaart omstreeks 1830 staat het gasthuis opgetekend op 't Walletje, in het verlengde van de Vismarkt. Dat complex bestond uit vier huizen. Het derde en laatste gasthuis stond aan de Gasthuisstraat en bestond uit acht huizen en werd in 1844 gebouwd. Daarvoor werd de grond aangekocht van de hof van Barnsveld, een voormalig borgmanshuis. Op 14 augustus 1878 brandde dit gasthuis volledig af. Men besloot tot herstel. In 1911 wordt het gasthuis nog grondig gerenoveerd, maar werd niet voltooid. Eén voor een worden de huizen verkocht en afgebroken. Al in 1897 werd het Sint Bernardus gekocht waar rond de eeuwwisseling ziekenzorg werd uitgevoerd.

## Bron
- H.A. Hauer: in Breevoort can ick vergeten niet  Uitgever: De Graafschap, 1956